# برباريس إلياني
برباريس إلياني (الاسم العلمي:Berberis iliensis) هو نوع من النباتات يتبع جنس البرباريس من الفصيلة البرباريسية.